# Damian Mori
Damian Mori (Melbourne, 30 de setembro de 1970) é um ex-jogador de futebol australiano que atuava como atacante. Como atleta, estabeleceu a reputação de ser um artilheiro eficiente, embora iniciasse a carreira como zagueiro.

## Vida pessoal
Seu pai, Joseph Mori, era um jogador de futebol emigrado da Eslovênia (então parte da antiga República Socialista Federativa da Iugoslávia), enquanto seu avô possuía ascendência italiana.

## Carreira
Costumava ser o principal goleador nas equipes por onde passava, tanto nacionalmente como internacionalmente. Viveu seus melhores momentos atuando por Adelaide City (incluindo o periodo como Adelaide City Force) e Perth Glory. Nas Zebras, Mori chegou a ser jogador e técnico ao mesmo tempo. Jogou também por South Melbourne, Sunshine George Cross, Bulleen, Melbourne Knights, Central Coast Mariners (onde também foi auxiliar-técnico), Queensland Roar e South Adelaide Panthers.
Sua única experiência fora da Austrália foi em 1997, quando jogou seis partidas pelo Borussia Mönchengladbach, já na reta final da Bundesliga. Encerrou sua carreira em 2011, aos 41 anos de idade, novamente como jogador-treinador do Adelaide City, mas continuou no clube até 2018, desta vez apenas como técnico. Exerceria a função também no White City (renomeado FK Beograd em 2022) por 2 temporadas antes de ser contratado para ser auxiliar-técnico no Adelaide United.

## Seleção
Mori fez sua primeira partida internacional contra as Ilhas Salomão, em 4 de setembro de 1992. Pela Seleção Australiana de Futebol (da qual foi convocado por 10 anos) enfrentou 45 equipes e marcou 29 vezes. Chegou a ser o maior artilheiro da história dos Socceroos até ser superado por Tim Cahill, atual detentor do recorde, em novembro de 2008. Sua maior decepção foi não ter disputado uma Copa do Mundo - a Austrália não obteve vaga nos mundiais de 1994, 1998 e 2002, perdendo para Argentina, Irã e Uruguai, sempre na repescagem. 
Mori integrou a Seleção Australiana de Futebol na Copa das Confederações de 1997.

## Títulos
Austrália
- Copa das Nações da OFC: 1996

South Melbourne
- National Soccer League Cup: 1989–90

Adelaide City
- National Soccer League: 1993–94

Perth Glory
- National Soccer League: 2002–03, 2003–04

### Individuais
- Medalha Johnny Warren: 1995–96, 2002–03
- Artilheiro da National Soccer League: 1995–96 (31 gols), 1997–98 (19 gols), 1999–2000 (22 gols), 2001–02 (17 gols), 2002–03 (24 gols)